# فان (يافع)

تعديل مصدري - تعديل

فـان هي إحدى قرى عزلة لبعوس بمديرية يافع التابعة لمحافظة لحج، بلغ تعداد سكانها 134 نسمة حسب تعداد اليمن لعام 2004.